# Филики Етерия
„Филикѝ Етерѝя“ (на гръцки: Φιλική Εταιρεία, „Дружество на приятелите“) е тайна революционна организация, която, повлияна от Просвещението и Френската революция, си поставя за цел създаването на независима многоетническа държава в православните области на Османската империя.
В редиците на „Филики Етерия“ влизат предимно млади гърци, живеещи във Влашко, Молдова и Русия. Етеристите получават политическа и материална подкрепа от руския цар Александър I, който цели разширяването на руското влияние на Балканите. Един от водачите на организацията е Александър Ипсиланти.

## Основаване
В духа на патриотизма, свързан с идеите за национална независимост, както и под влиянието на тайните общества в Европа, трима гърци се срещат в Одеса на 14 септември 1814 и определят устава на нова строго тайна организация, която трябва да подготви Архипелага за въстание. Тези мъже са: 42-годишният Николаос Скуфас от Арта, 42-годишният Емануил Ксантос от Патмос и 26-годишният Атанас Цакалов от Янина, Епир.:с. 105 – 116 Още преди това Скуфас се е познавал с Константинос Радос, който бил член на организацията на карбонарите. Ксантос бил член на масонската ложа в Левкада, а Цакалов – един от основателите на бившето движение Гръцкоезичен хотел, което няма големи успехи.
В началния период – средата на 20-те години на XIX век – в организацията членуват около 20 души. През 1817 г. в дружеството влизат предимно гърци от Русия, Молдова и Влашко, а общият брой на членовете не надхвърля 30. През 1820 г. етеристите имат свои членове в почти всички райони на Гърция и в повечето гръцки общности в чужбина. През първите месеци на 1821 г. във „Филики Етерия“ вече членуват около 1000 души. Място в организацията намират търговци, духовници, фанариоти и войводи, както и немалко българи.

## Структура
Филики етерия работи при спазване на строга секретност. Членовете не се познават и не поддържат връзки помежду си. Допуска се познанство само между новопостъпил и този, който го е привлякъл. След изпитателен срок новоприетите членове научават отличителните знаци, чрез които разбират принадлежността си към организацията. Дружеството се нарича „храм“ и има четири нива на посветеност: „побратими“, „препоръчани“, „йереи“ и „пастири“. Йереите се занимавали с посвещаване в първите две нива. Те първо проверявали доколко патриотично настроен е бъдещият новобранец и го подлагали на изпитание. Най-накрая новият член трябвало да положи клетва.
Начинът, по който е организирана „Филики Етерия“, имитира пирамидата при карбонарите и масоните. Водачите са наричани „Невидимата власт“. Никой не знаел нищо за нея и никой нямал право да пита за нея. Заповедите ѝ се изпълнявали безпрекословно, като членовете на организацията нямат право да взимат собствени решения. Водачите са забулени в мистерия и мнозина си мислели, че много важни фигури (като цар Александър I например) са членове на организацията. В действителност в началото „Невидимата власт“ се състои от тримата си основатели. Нови пет водачи идват от 1815 г. до 1818 г., а след смъртта на Скуфас идват още трима. През 1818 г. „Невидимата власт“ става известна като „Властта на 12-те апостола“.
Постепенното укрепване и разрастване на Филики Етерия карат ръководителите да разширят своите проекти, като включат в тях и други балкански народи. В началото на 1817 г. е съставен общ план за въстание на гърци, българи и сърби, но той се проваля поради предателство. През 1818 г. смъртта на Скуфас е тежка загуба за организацията. Останалите основатели се опитват да намерят видна личност, която да поеме водачеството и да донесе престиж и свеж въздух в дружеството. В началото на 1818 г. те се срещат с Йоан Каподистрия, който в това време е министър на външните работи на Русия, но той не само отказва, но дори пише писмо до руския консул в Букурещ да пропъди „лъжеапостолите“, а няколко години по-късно обвинява „Филики Етерия“ за „безпорядъка“ в Гърция. Вследствие на отрицателното му отношение седалището на „Филики Етерия“ се измества от Одеса в Цариград.
През пролетта на 1818 г. ръководителите се събират в Цариград и вземат решение за изграждане на организационна мрежа начело с апостоли – със задача да привличат нови съмишленици. Те се отправят към определените им райони и резултатите не закъсняват: започват масови посвещавания в дружеството, например войнствените жители на Мани начело с Петробей Мавромихалис. Основават се настоятелства „ефории“ в Галац, Букурещ, Виена, Цариград и някои градове в Русия.

### Българи участници
Апостол за България става бившият командир на Българската земска войска Дмитрий Ватикиоти. В плановете за въстанието се предвижда участието на 20 хиляди души от района на Пловдив и още толкова от областта между Котел и Габрово. Във Варна, Елена и Търново се складират оръжия и боеприпаси.
Сред участниците във „Филики Етерия“ има и много българи от Молдова и Украйна. Някои офицери от разпуснатата Българска земска войска се включват в организирането на въстанически отряди, а търговци, като Васил Априлов и Николай Палаузов, правят значителни дарения за организацията, а други българи като Сава Бимбаши и Индже Войвода са най-значимите ѝ военни командири.

## Влашко въстание
Александър Ипсиланти поема водачеството на етеристите през април 1820 г. и се установява в Одеса. През октомври 1820 г. в Измаил се състои общо събрание на най-видните членове на Филики етерия. Приет е план, според който въстанието да започне след два месеца в Пелопонес. Разгледан е и план на Сава Бинбаши за първоначално въстание на сърбите и след това преминаване на войските им към Босна и България, където да се разделят на два лъча – към София и Северна България. В тила на султанските войски трябва по 20 000 гърци и българи да въстанат в Габрово и Пловдив.
Събитията се развиват обаче съвсем не по предварително начертания план. Наскоро след неговото приемане Ипсиланти го изменя из основи, като решава въстанието да започне от Дунавските княжества.
В началото на 1821 г. започва Влашкото въстание. Селските маси от Олтенския край, а след това цяла Мала Влахия се вдигат за премахване на социалния гнет, което придава антифеодален характер на въстанието. Същевременно румънският народ се бори срещу османското господство, за национална независимост. И понеже властта във Влахия и Молдова се олицетворява от фанариотите гърци, които управляват княжествата като оръдия на Портата и султана, движението тук има ясно изразен антифанариотски характер. Болярството издига идеята за сваляне на фанариотите от власт и създаване на „национална династия“. Начело на въстанието застава Тудор Владимиреску, който спечелва голяма популярност. На призивите му се отзовават и преселените във Влахия българи, с надежда да постигнат националното освобождение на България. Движението придобива масов характер, съставя се значителна въстаническа войска, с която Владимиреску потегля към Букурещ.
В същото време Ипсиланти минава в Молдова и застава начело на едно „етеристко“ въстание. Отвсякъде прииждат доброволци – гърци, българи, сърби, албанци, съставя се „етеристка“ въстаническа войска (около 7 хиляди души), която също се насочва към Букурещ. Ипсиланти и Владимиреску почти едновременно влизат в града. Веднага обаче избухват разногласия, които прерастват в непримирим конфликт между двамата.
Османците предприемат мерки срещу въстанието, като в началото на май 1821 г. турски войски преминават Дунав. Руският император осъжда въстанието на Ипсиланти, лишава го от генералския чин и не възразява срещу нахлуването на османски войски във Влахия. За да избегне стълкновение с Османската империя, Владимиреску обявява, че движението му е насочено само срещу фанариотите. Той не оказва съпротива на настъпващите към Букурещ султански войски, което става причина за широко недоволство в неговите части. Въстаниците, особено българските доброволци, приемат отказа на Владимиреску да воюва с Портата едва ли не като предателство спрямо освободителното движение. Авторитетът на Владимиреску пада, той е арестуван от етеристите пред очите на войниците му, а след това по нареждане на Ипсиланти е екзекутиран. Ипсиланти напуска Букурещ и отстъпва на северозапад. През юни 1821 г. въстаническите части са разбити от османците в битката при Драгошани. Самият Ипсиланти отива в Австрия, но е арестуван и умира в затвора (1828).

## Въстание в Пелопонес
По същото време, пролетта на 1821 г., избухва въстание и на Пелопонес под ръководството на апостола на Филики етерия Григориос Папафлесас, водача на клефтите Колокотронис и старейшината на маниотите Мавромихалис. Те се възползват от отсъствието на валията на Пелопонес Хуршид паша, ангажиран във войната срещу Али паша Янински. Въстаниците с необикновена жестокост изтребват „друговерците“ турци и мюсюлмани – извършени са погроми над мюсюлмански селища, избити са собственици на чифлици, административни служители, независимо от пол и възраст, виновни или невинност. Твърди се, че избитите мюсюлмани в Пелопонес през първата половина на 1821 г. не са по-малко от 15 хиляди души.
В отговор на това Портата обявява „свещена война“ на гърците: масово клане на гръцкото население, повсеместни арести, насилия и убийства, чували с отрязани глави на влиятелни гърци и християни по цялата империя. Масовите репресии на турските власти, в това число и срещу цариградските гърци и патриаршията, отблъскват върхушката на гръцкото общество. Въпреки някои колебания едрите търговци и корабопритежатели започват да подкрепят движението, правят дарения или блокират с флотата си турските крепости по Пелопонеското крайбрежие. До края на 1821 г. почти целият Пелопонес е освободен от турски войски и гарнизони. Освободена е също така значителна част от Континентална Гърция, както и много гръцки острови, които стават морска база на въстанието.
В условията на общ въстанически подем са произведени избори и през декември 1821 г. започва работа първото Национално събрание на Гърция в Епидавър. То приема декларация, с която отхвърля османското господство и провъзгласява независимостта на Гърция. В началото на януари 1822 г. Националното събрание приема конституция, която провъзгласява Гърция за република. Законодателната власт принадлежи на Националното събрание, а изпълнителната – на изпълнителен съвет от 5 души, който от своя страна назначава правителство.